# Saint-Gilles (Belgia)
Saint-Gilles (niderl. Sint-Gillis) – miasto i gmina w Belgii, jedna z 19 w dwujęzycznym Regionie Stołecznym Brukseli, w Okręgu Stołecznym Brukseli. 1 stycznia 2023 liczyła 49 323 mieszkańców. Ośrodek przemysłu spożywczego. 
Popularnie określana „polską dzielnicą” w Brukseli, nawiązując do słynnych Jackowa w Chicago czy Greenpointu w Nowym Jorku. W Saint-Gilles znajduje się kaplica Polskiej Misji Katolickiej przy ulicy rue Jourdan 80, kilka polskich sklepów i piekarni.

## Historia

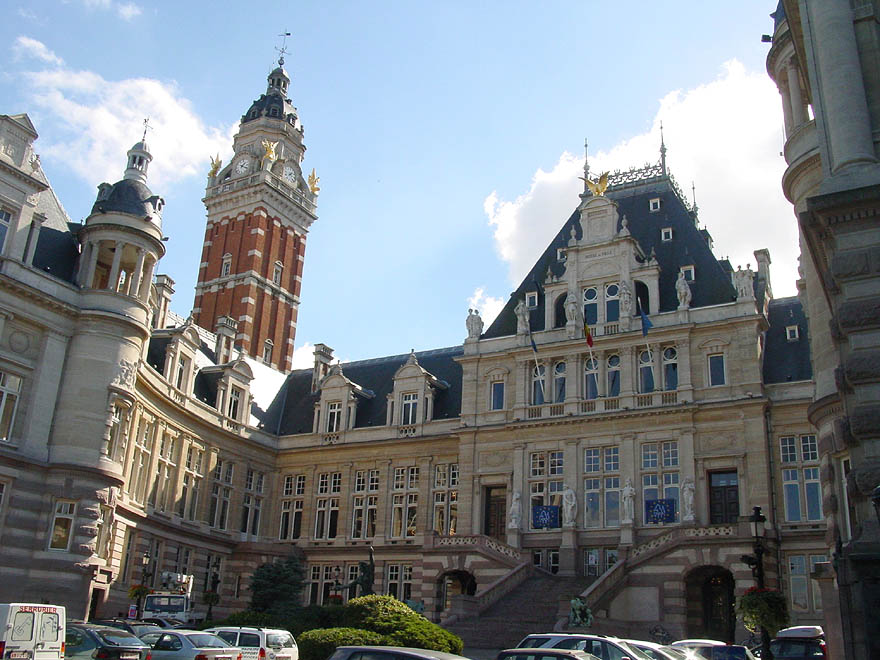
Ratusz

### Początki jako Obbrussel
Pierwsze domy w wiosce Obbrussel (pl. Górna Bruksela) zostały zbudowane między VII i XI wieku w pobliżu Altitude Cent (Hoogte Honderd), jednego z najwyższych wzniesień na terenie Brukseli, obecnie część gminy Forest. W 1216 roku w następstwie silnego wyżu demograficznego w okolicy, opactwo Forest zaakceptowało utworzenie samodzielnej parafii Obbrussel. Ta niezależność trwała tylko przez następne osiemdziesiąt lat, po których administracja wsi została przeniesiona do Brukseli. W XVI wieku Obbrussel składała się z 41 domostw. 
W 1670 roku na zlecenie rządu hiszpańskiego, hrabia Monterey Juan Domingo de Zuñiga y Fonseca zbudował fort w Obbrussel jako część fortyfikacji Brukseli, aby chronić miasto przed ewentualnymi atakami. Ukończony w 1675 roku fort został rozebrany w następnym stuleciu, by ustąpić miejsca kilku ważnym drogom oraz rozrastającemu się miastu.

### Od rewolucji francuskiej do XX wieku
Pod panowaniem francuskim, 31 sierpnia 1795 roku zmieniono nazwę wsi na obecną, która pochodzi od jej patrona świętego Idziego. Cztery lata później miejscowość znowu odzyskała niepodległość i posiadała wtedy własnego burmistrza oraz radę miejską. W 1830 roku Bruksela stała się stolicą nowo utworzonego państwa Belgii. W rezultacie Saint-Gilles znana od wieków z uprawy kapusty przeszła bezprecedensowy rozwój. Populacja wzrosła z ok. 2500 mieszkańców w roku 1800, do ponad 33 000 w 1880 roku, aż do rekordowego poziomu 60 000 w 1910 roku.

## Komunikacja
Na terenie gminy znajduje się największy dworzec kolejowy w Regionie Stołecznym Brukseli oraz całej Belgii Bruxelles Midi. Przez Saint-Gilles przebiega linia metra nr 2 (stacje Louise/Louiza, Hôtel des Monnaies/Munthof, Porte de Hal/Hallepoort i Bruxelles Midi) oraz linia nr 3 premetra (przystanki Albert, Horta, Saint-Gilles/Sint-Gillis, Porte de Hal/Hallepoort i Bruxelles Midi/Zuidstation), jak również linie tramwajowe nr  18, 48, 81, 82, 91 i 92.

## Współpraca
Miejscowości partnerskie:
- Barkan, Maroko
- Esch-sur-Alzette, Luksemburg
- Likasi, Demokratyczna Republika Konga
- Mödling, Austria
- Offenbach am Main, Niemcy
- Puteaux, Francja
- Szafuza, Szwajcaria
- Tilburg, Niderlandy
- Tower Hamlets, Wielka Brytania
- Velletri, Włochy
- Zemun, Serbia